# 고대 이집트 종교
고대 이집트 종교는 고대 이집트 사람들이 첫 왕조부터 기독교 유입기까지 약 3천 년 넘게 유지한 다양한 신앙과 장례 의식을 포함하는 종교이다. 이 믿음의 중심에는 온갖 자연의 힘을 상징하는 다양한 신들이 있다. 이 신들은 각각 다른 개성을 가지고 있으나, 이집트 제18왕조에 들어서서는 아문과 같은 하나의 신이 다양한 인격체와 모든 신적 권능을 포함하는 것으로 고대 이집트 종교의 신학이 변해갔다. 이집트의 신들은 각 가정집이나 지역의 중심 신전에서 재물 봉납과 기도로 숭배되었는데, 각 이집트의 왕조마다 몇몇 신들이 두드러지게 숭배되거나 신들이 연합되기도 하였으며 이는 각 왕조의 파라오 이름에서도 찾아볼 수 있다. 이 종교는 다양한 신념을 포함하고 있는데, 가령 파라오의 신성과 같은 교리는 이집트의 정치적 안정에 이바지하였다. 또한 사후 세계와 같은 신앙은 미라나 피라미드와 같은 독특한 매장 방식을 탄생하게 하였다.
이집트 신화는 지중해 연안 나라들과 유대 민족의 종교 발전에 지대한 영향을 주었다고 일컬어지며 로마 문자 또한 고대 이집트의 신화와 역사를 서술할 때 쓰이던 신성 문자에서 발전한 것으로 추측된다.

## 이집트 종교의 양상
| 헬리오폴리스헤르모폴리스class=notpageimage\| |

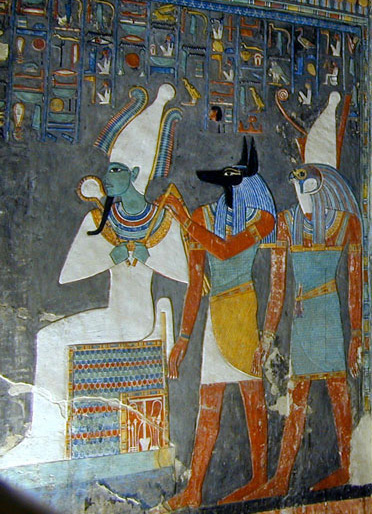
무덤 벽화에 그려진 오시리스와 아누비스, 호루스

고대 이집트 종교는 지중해권의 다른 종교들과 달리 하나의 확실한 교리나 믿음에 기초하고 있지 않는다. 신 대부분은 당시 사람들에게 괴이하게 느껴졌던 자연의 모습에서 출발하였으며, 몇몇 신들은 타민족들이 믿던 신으로서 이집트 종교에 포섭된 일도 있었다. 그래서, 이집트 신화는 그리스 신화와 같은 짜임새 있는 신화가 아니다. 각 주요 신전이 있는 도시나 시대마다, 같은 신이라도 신화나 능력이 달라지며, 심지어 창조 신화들도 달랐다. 초기의 이집트 종교는 인간과 신 사이의 관계에 초점이 맞추어져 있었으나, 후기로 가면서 왕권과 신들의 능력에 초점이 맞추어졌으며 그 양상도 달라졌다. 하지만, 사후세계와 태양신 라의 권력 등 몇 가지 신앙은 거의 모든 이집트 지역에서 공통으로 믿어졌다.
주요 신전들의 사제들은 신들의 계보나 이야기들을 파피루스 등의 매체를 통하여 서술하였으며, 현재 가장 널리 알려진 이집트 신화들은 헬리오폴리스와 헤르모폴리스의 신화이다. 이집트의 신들은 고대 그리스로 넘어가 그리스의 신들과 융합되기도 하였으며, 로마 제국에서는 이시스의 축전이 매년 성대하게 열릴 만큼 그 교세를 자랑하였다.

## 이집트 종교의 철학과 신학

### 다신교

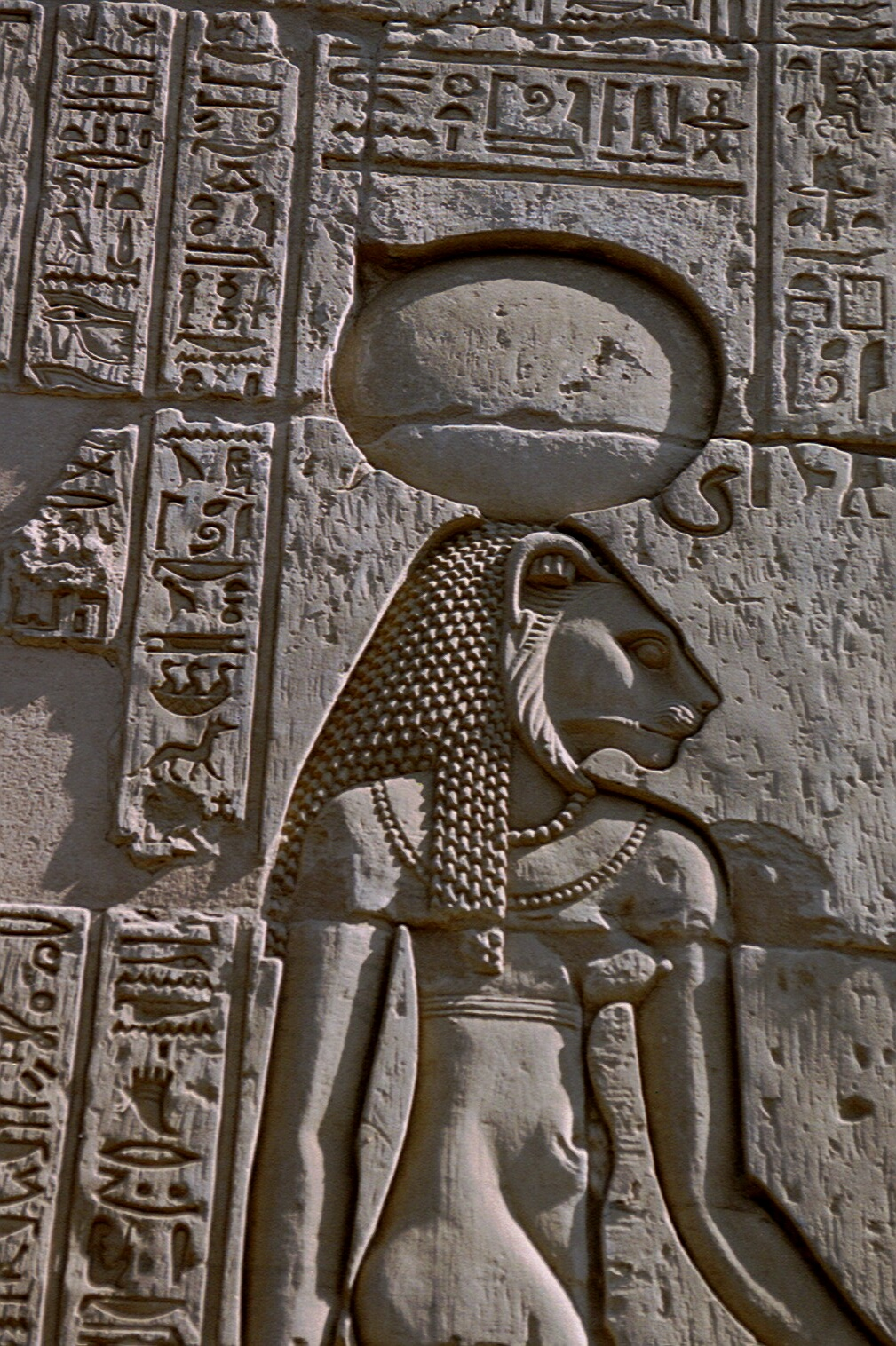
암사자의 머리를 한 파괴의 여신 세크메트

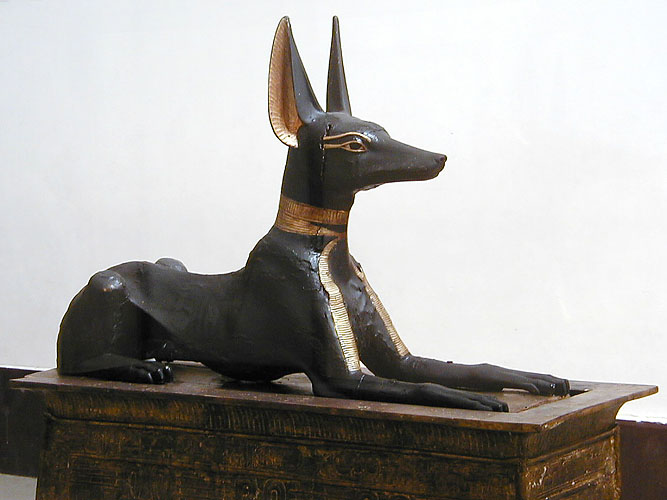
투탕카멘의 무덤에서 발굴된 아누비스의 상징, 자칼

고대 이집트 사람들은 모든 자연의 움직임과 원리에 신들의 힘이 작용한다고 보았다. 그들은 단지 신들이 자연의 현상만 조종하는 것뿐만 아니라 그 자연의 요소 속에 신성이 있다고 믿었다. 이 원리는 동물들도 포함되어, 가령 파괴의 여신 세크메트 같은 경우에는 사나운 동물로 여겨진 암사자의 얼굴을 하고 있으며, 공기나 습기, 땅과 같은 요소도 신으로 섬기어, 공기와 공간의 신 슈나 습기의 여신 테프네트와 같은 신들도 숭배대상이 되었다. 또한, 이집트의 신들은 추상적인 요소도 포함하고 있는데, 호루스는 파라오의 왕권을 상징하였다. 그래서 고대 이집트 사람들은 자연과 사회의 모든 관점에서 수반된 신 다수를 믿었다. 이집트 종교는 자연법칙의 기원과 원리를 설명하고 신자와 사제들이 기도와 제물 헌납을 통해 신들을 달래고 인간들에게 피해가 오지 않도록 하려는 의도가 포함되어 있다. 이 다신교 형태는 매우 복잡해서 어떤 신들은 수많은 다른 모습으로 표현되었으며, 역할도 다양하였다. 그러다 보니 고대 이집트의 후기로 가면 태양과 같은 자연의 힘을 가진 여러 비슷한 신을 하나로 연합시키는 일도 있었다.
고대 이집트 예술에서 신들은, 만약 신들이 보인다면 어떤 모습으로 보일지 글자 그대로 묘사하기보다는 '미지'와 '신비'의 모습으로 묘사되어야 한다고 믿었다. 그래서 이 묘사 방식은 신들을 자연의 상징물에 비유함으로써 추상적인 신들을 알아볼 수 있는 형태로 그렸다. 예를 들어 죽음의 신 아누비스는 인간들의 시신을 훼손하여 먹이를 먹는 자칼의 머리를 한 모습으로 묘사된다. 그의 검은 피부는 고기를 바짝 말린 색의 상징이자 이집트 사람들이 부활의 상징으로 보았던 기름진 검은 토양의 색이다. 하지만, 이 상징주의는 표준화된 것이 아니므로, 많은 신이 다양한 형태로 표현된다.
고대 이집트 초기의 많은 신은 고대 이집트에서 중요하게 여겨졌던 숭배 도시들과 엮여 있었는데, 시간이 흐르면서 신의 신앙이 처음 탄생했던 도시와 관계없어지는 경우도 많았다. 고대 이집트의 문화적, 정치적으로 중요한 도시였던 테베의 초기 수호신은 몬수였으나 중 왕국에 들어서 다른 지역에서 유래한 바람의 신 아문이 테베의 수호신이 된 것도 그 이유이다. 또한, 초기 왕조의 수도 사이스의 지역 수호 여신이었던 네이트는 후기에 가서는 역할이 변형되어 포괄적인 수호의 여신이자 저승의 여신이 되었다. 이처럼 국가적으로 중요하고 유명했던 신들은 비슷한 방식으로 변동되었다.
또한, 한 때의 중요한 신이 시간의 흐름에 따라 힘이 약화되어 비주류의 신이 되는 경우도 많았다. 이는 현대 연구에서 "귀신"으로 분류되는 다수의 비주류 신들도 포함하여, 주요 신들보다 특정 소지역에서만 숭배되는 등 비 보편적인 경향이 있었음에도 고대 이집트인들은 두 신들의 계급에 차이를 명확히 두지 않았다. 몇몇 이 "귀신"들은 주요 신들의 부하로서 특정 도시를 수호하는 신이 되기도 하였다. 다수의 "귀신"들이 이승세계에서 신 노릇을 하는 반면에 대부분이 저승세계인 두아트에 거주하는 신들로서 별 볼일이 없었다. 또한, 죽은 자의 영혼은 이 "귀신"들과 같은 수준의 신성으로 존재하게 된다고 믿어졌는데, 가끔 주요 신이 되는 일도 있었다. 모든 파라오는 죽으면, 호루스의 현신으로서 저승세계에서도 최고의 신이 된다고 믿어지지만, 평민이 사망 후에 그러한 숭배를 받은 경우는 극히 드물다. 평민 출신인 임호테프는 그 드문 경우로, 건축과 기술의 신으로서 이집트 전역에서 숭배받았다.

### 신들 간의 조합

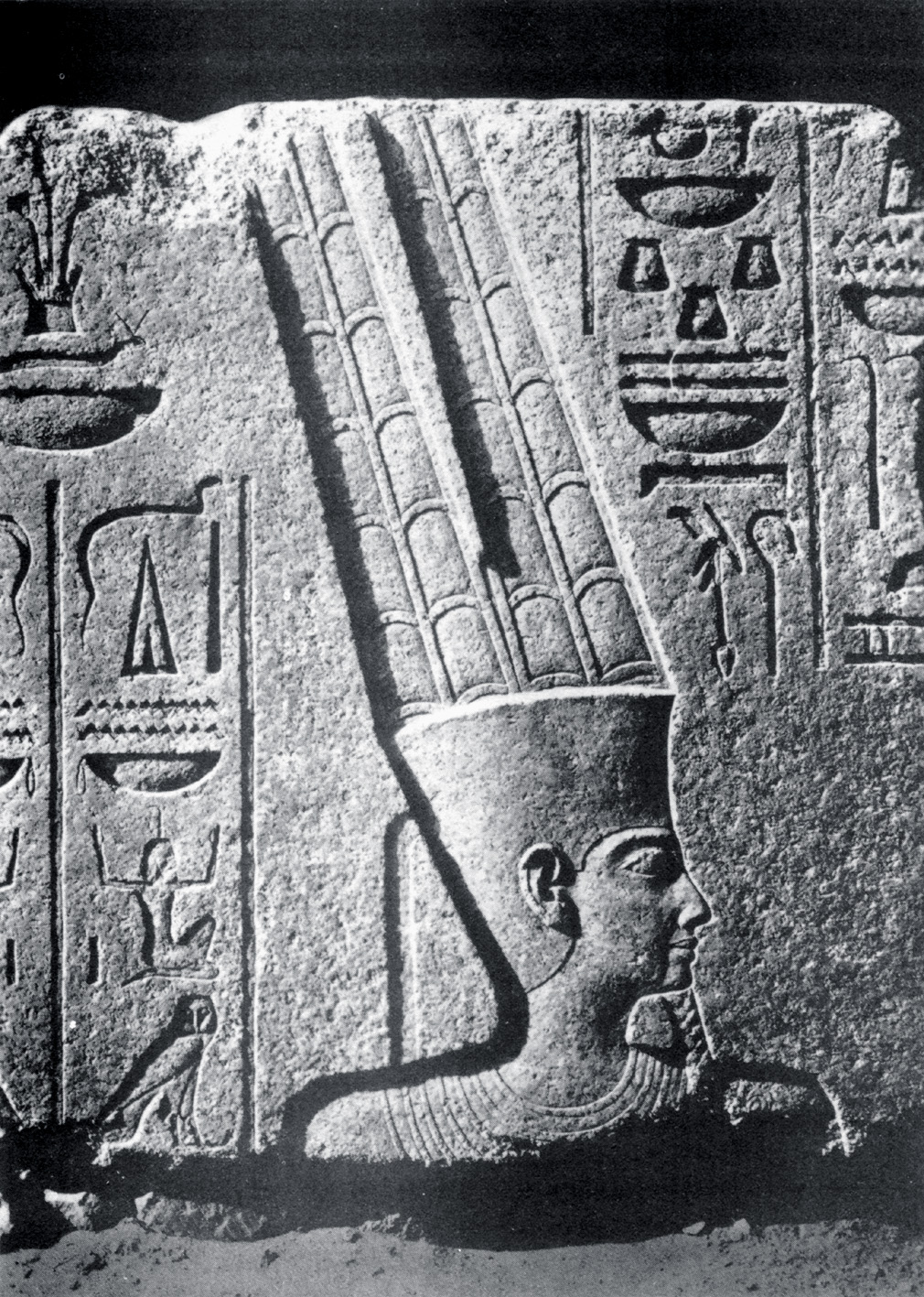
아문-라의 조각

이집트 인들은 각기 다른 자연현상들이 서로 연관 있다는 사실을 인지하고 있었기 때문에 몇몇 신들을 연계하기도 하였다. 때때로 신들은 한 쌍으로 묶였는데, 이는 남성, 여성과 같이 두 가지의 요소가 자연현상에 개입한다고 보았기 때문이다. 이는 동양 철학의 태극사상과 유사하다. 부부 신들의 성향 역시 극과 극의 성향이 있는 신들로 묶는 경향이 있었다. 가령 창조의 신 프타는 파괴의 여신 세크메트의 남편이며, 하늘의 여신 누트는 땅의 신 게브의 아내이다. 그들은 3명이 하나로 묶이기도 하였는데, 이는 아버지와 어머니, 아이로 이루어진 3인 가족 형태를 신화에 따온 것으로 보인다. 신들이 더 큰 무리를 이루는 때도 있었으며, 8명의 창조신이 무리를 이룬 오그도아드나 9명의 신으로 이루어진 엔네아드등이 그 경우다. 다수의 비주류 신들이 낮과 밤의 기준에 따라 연대 되는 경우도 있었다.
신들 간의 연대는 혼합주의의 과정 속에서 최소 2명의 신이 자웅동체의 모습으로 묘사되는 경우도 보인다. 이집트인들은 외국의 신과 자국의 신을 합치기도 하였고, 때때로 이 혼합주의는 하나의 신안에 여러 인격체를 포함함으로써 하나의 신으로부터 여러 종류의 관점을 보이게 하는 때도 있다. 가령 바람과 공기의 신 아문과 같은 경우에는 투탕카멘 치하에 테베의 사제들에 의하여 태양신 라와 함께 아문-라로 합쳐졌으며, 그 결과 자연세계에서 보이는 그 무엇보다도 더 강력한 숨겨진 힘을 상징하는 신으로 숭배받았다.

### 이집트 종교의 일신교 풍조
이집트 역사를 통틀어서 최대 숭배 대상은 호루스를 포함한 태양신 라와 이시스였다. 이집트 신왕국에 이르러서 아문도 이 지위를 물려받았는데, 아문의 신학은 일신교 사상에 가장 근접했었다. 태양신 라와 합쳐져, 아문-라가 되고 보이지 않는 모든 힘의 절대자로서 정체성을 가지게 되었고, 그 결과 모든 신이 궁극적으로 "보이지 않는 힘"의 양상을 보이게 되었다.
아문 사상에 기반을 둔 이집트의 문학 작품에서는 그 어떠한 신에 대한 언급도 없는데, 이에 대해 많은 이집트학자는 전통적으로 다신교인 이집트 종교가 일신교로 가려는 경향이 보인다고 주장한다. 이집트 학자인 에릭 호르눙은 이집트 종교가 절대 완벽한 다신교가 아니라고 10년간 주장하였는데, 이집트의 많은 글에서 특별한 신을 지칭하는 "유일한" 또는 "모든 존재들의 군주"와 같은 글에서 그러한 면이 보인다고 지적하였다. 그는 더 나아가 이집트인들이 일반적으로 "신"이나 "무엇이든지 신이 원하는 대로"라는 용어들을 사용하였다고 주장하였다. 그의 논쟁은 이집트 종교를 순수한 다신교로 보기에는 무리가 있음을 알린다.
근래에 들어선, 제임스 앨런과 얀 아스만과 같은 학자들도 이집트 인들이 어느 정도 단 하나의 신만을 인정했을 것이라고 시사한다. 앨런의 절충안은 이집트 인들이 혼합주의의 과정 속에서 다신교와 일신교를 동시에 섬겼던 주장에 도달한다. 이 관점에서 보자면, 이집트의 신학은 본질적으로 다신교의 형태 속에서 유일신을 인정했을 수도 있음을 보인다. 또한, 보통의 이집트인들은 자신들의 기호에 따라 여러 신중 하나의 신만을 믿는 일신숭배를 했을 가능성도 있다.

### 아톤주의

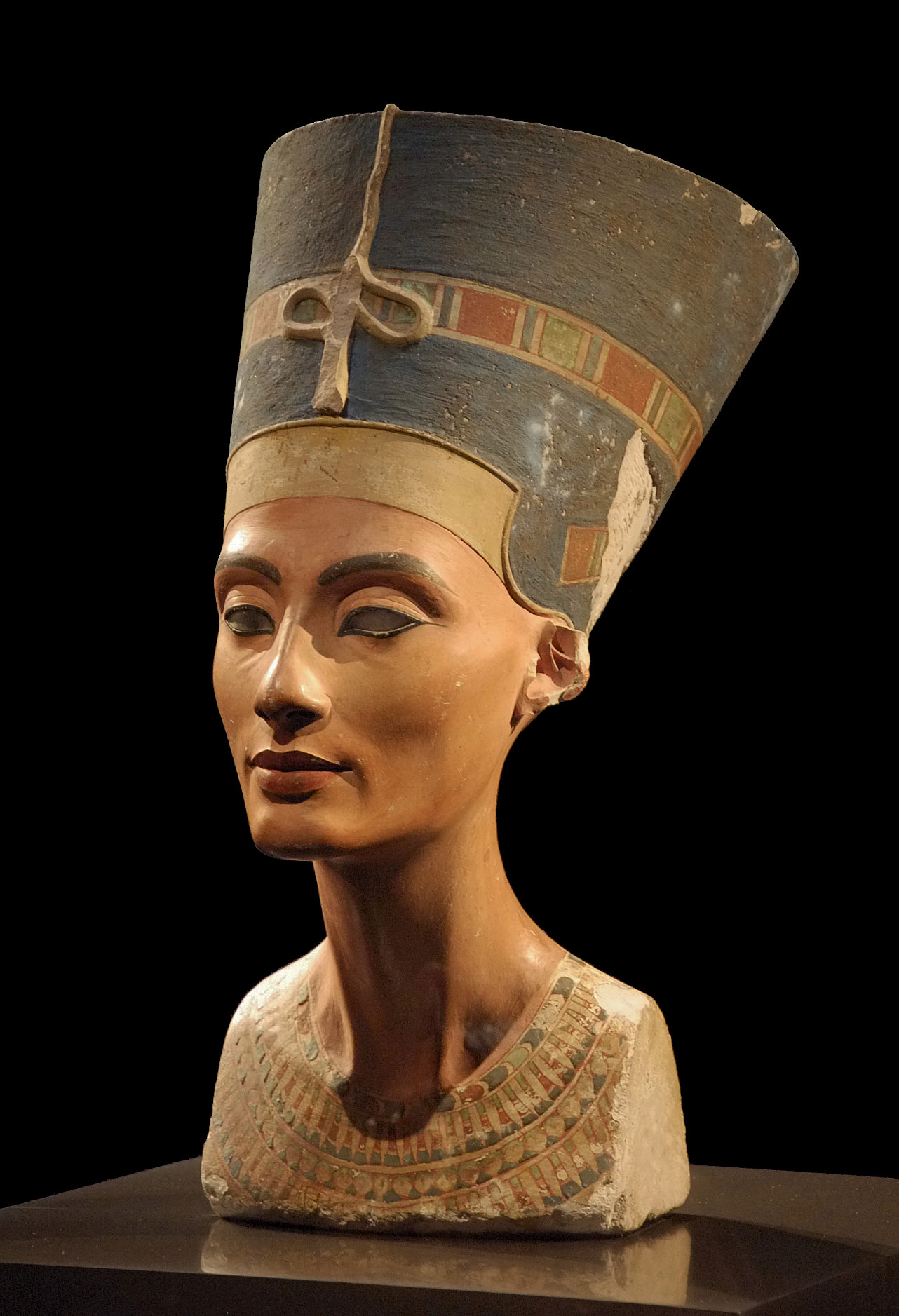
아크나톤의 부인 네페르티티

신왕국(기원전 1570~1070년)시대의 파라오 아크나톤은 왕권까지 위협하는 아문 사제들의 권력을 경계하기 위하여 기존 다신교를 폐지하고 정확한 의미의 일신교를 국교로 삼았다. 아톤(아텐)은 그 일신교의 유일신으로서, 태양의 원판, 광선으로 묘사된다. 하지만, 이 조치는 이집트 전통과 반대되었고, 아텐의 비인격적인 본성은 하나의 신과 다른 신들과 연결을 주지못하기 때문에 이집트인들에게 매력이 없었다. 그래서 이 신앙은 아크나톤의 사후, 다시 다신교로 돌아가게 되었으며 아크나톤은 후대 이집트 후손들에게 이교도로 비난받게 되었다. 아톤 신앙은 유대교계 종교를 제외하고는 유일하게 타 신의 존재를 부정하며 신을 공간, 영역에 구속하지 않는 유일신 신앙으로서 학계로부터 주목받았으나, 유대교계 종교와의 연관성은 고고학적으로 전혀 입증되지 않았다.

### 우주론과창조론
이집트 신화의 우주는, 법과 조화, 진리의 여신 마트의 힘으로 다스려진다고 이집트 사람들은 믿었다. 마트 여신은 자연과 인간 사회에서의 정의와 영원한 우주와 관계가 있었다. 그녀는 모든 자연의 가장 기본적인 것을 다스리는 자로서 세계를 안전하게 유지하기 위해 우주의 창조 때부터 존재한다고 믿어졌다. 사람들에게 마트는 모든 사람과 모든 계급 사회의 조화를 의미한다. 마트에 대한 거역은 엄청난 대가를 치러야 했기 때문에 모든 사람들은 그 법칙 속에 살아야 했다.
자연에 마트는 자연에 존재하는 모든 힘의 균형을 의미한다. 이것은 낮과 밤, 계절 그리고 인간 세대의 순환을 포함하는 거대한 법칙이다. 고대 이집트 사람들은 시간을 수평적으로 인지하였는데, 순환적으로도 보았다. 이 변화 속에서 이집트인들은 마트가 무질서한 것을 부수고 새롭게 부활시킴으로써 우주의 근본적인 창조물들이 계속해서 순환한다고 생각하였다. 그래서 많은 이집트인의 종교의식에는 우주의 순환과 관련된 의미가 많았다.
마트는 또한 각각의 기본 원소들을 제자리에 고정해주어 세계의 구조를 지탱하는 역할도 한다. 이집트 인들은 세계 구조에 대한 구체적인 묘사를 하였는데, 그들이 상상한 세계는 혼돈과 심연의 신 누로 인격화된 무한한 물(아비스, 심연)에 둘러싸여있다. 그 가운데에는 대지의 신 게브로 묘사되는 땅이 접시처럼 떠있으며, 그 위에는 하늘의 여신 누트가 땅과 사이에 공기의 신 슈를 놓고 아치모양으로 엎드려 있다. 낮 동안에는 태양신 라가 태양의 돛단배를 타고 누트를 따라 수놓아져 있는 천상의 나일 강, 은하수를 따라 동쪽에서 서쪽으로 항해하며, 태양의 돛단배가 두아트라 불리는 계곡을 따라 지하 세계(저승)로 들어가면 밤이 되었다. 두아트는 서쪽 하늘과 땅이 만나는 지점에 있는데, 이곳에는 거대한 뱀 아펩이 있어, 라는 해 질 녘마다 이 뱀과 싸워야 했다. 만약 라가 이 뱀에 지면, 일식이 찾아왔다고 이집트인들은 믿었다. 하지만, 라는 늘 아침이 되면 동쪽 하늘에서 부활한다고 생각했기 때문에, 나일 강 서쪽 땅은 피라미드와 같은 무덤을 짓는 죽음의 땅으로, 동쪽 땅은 사람들이 사는 부활의 땅으로 인식하였다.

### 신성한 파라오

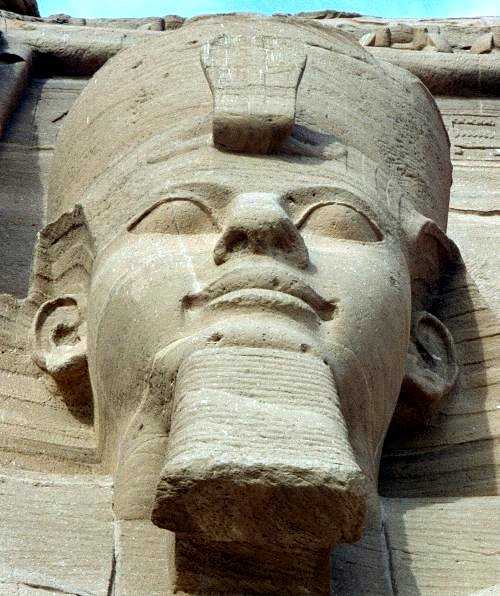
람세스 2세의 거상

고대 이집트 인들은 왕권도 자연의 힘이라 보았다. 파라오는 인간이자 신이 인간의 육체로 인간 세상에 내려온 신이라고 생각하였다. 그 결과 파라오는 이집트에서 사람과 신 사이의 매개자 역할을 하였다. 그는 마트의 법칙을 받들어야 했으며, 적으로부터 국가를 지키고, 공정해야 하고, 백성 간 갈등을 해결해야 하며, 식량의 공급을 보장해야 하고, 신전 건축과 봉헌을 통하여 신을 달래는 임무를 하여야 했다. 그 이유에서 신전 벽화에서는 종종 마트의 상징을 받드는 파라오들의 모습을 살펴볼 수 있다. 그래서 이집트 신학적으로 그는 전 세계의 통치권을 가졌으며, 이집트뿐만 아니라 타국에서도 "왕"이라는 단어는 파라오만이 쓸 수 있었다.
왕 또한 이집트 특유의 혼합주의 속에서 다른 신들과 연계되었다. 파라오가 살아 있을 때는 왕권의 수호신인 호루스의 현신으로 일컬어진다. 파라오는 또한 라의 아들로서 라와도 연계되었는데, 이는 왕으로서 모든 자연의 힘을 다스린다는 의미가 함축되어 있었다. 한때는 아문과 라가 합쳐진 아문-라도 파라오와 융합된 적이 있었다. 몇몇 여신들은 파라오의 "어머니"로서의 기능을 하였다.
파라오가 죽으면, 왕은 완전한 신성을 갖게 되어 라와 죽음, 부활의 신이자 호루스의 아버지인 오시리스에게 직접적으로 융화된다. 많은 장례 신전들은 신이 된 파라오에게 제물을 바치기도 하였다.

### 사후세계

사자의 서에 나온 카

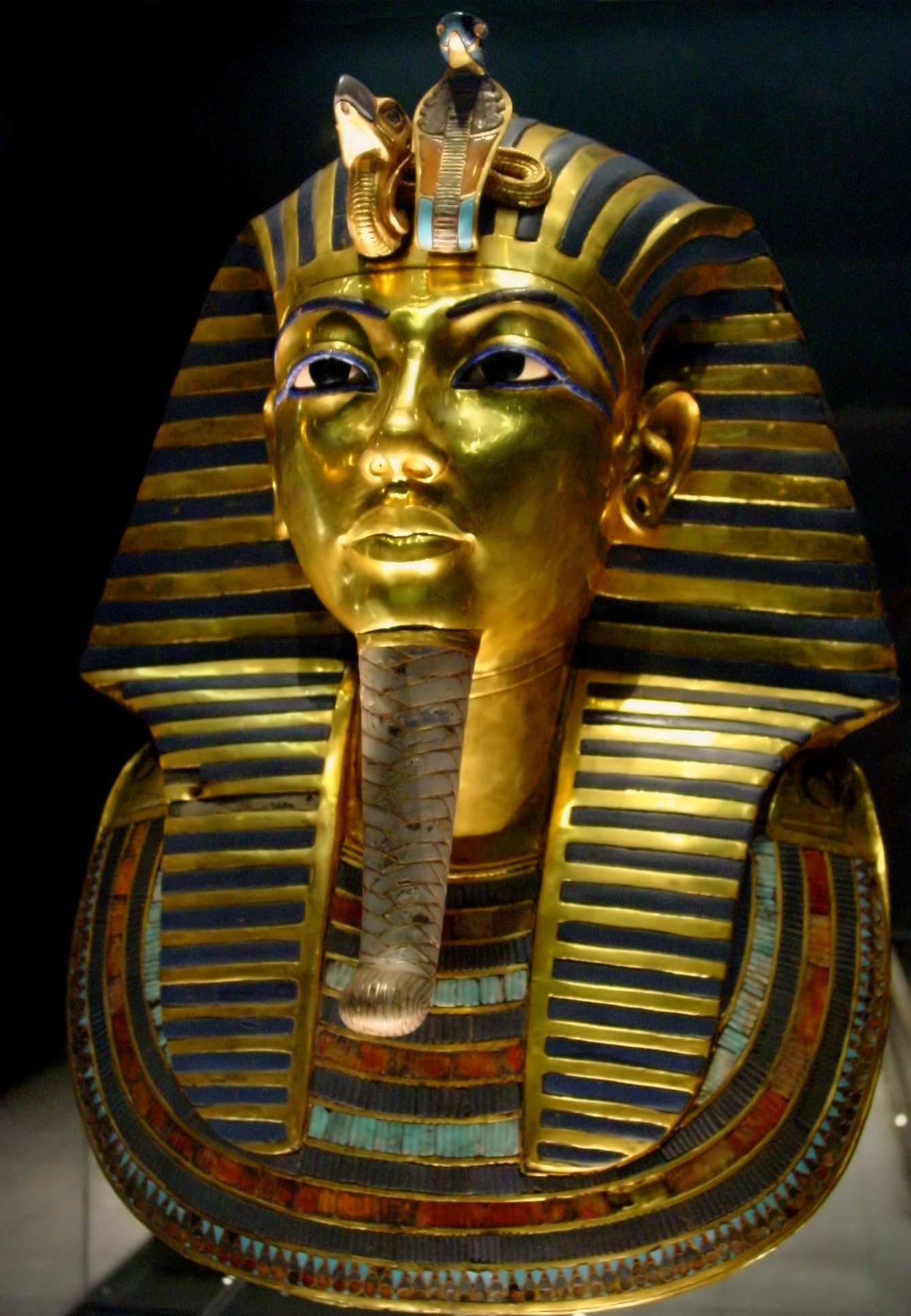
이집트 국립 박물관에 소장된 투탕카멘의 관속 가면

이집트 인들은 죽음과 사후세계에 대한 정교한 믿음을 가지고 있었다. 그들은 종종 사람의 머리를 가진 '새'로 표현되는 '카'(Ka)라 불리는 인간의 영혼이나 생명의 힘이 몸에서 떠나면 죽는다고 믿었다. 살아 있을 때, 카는 생활 속에서 음식과 음료를 섭취하기 때문에, 죽은 뒤에도 영적인 본질을 유지하기 위하여 봉헌물등을 섭취해야한다고 생각하였다. 또한, 각각의 사람들은 카 뿐만 아니라 다른 사람과 자신을 구별해주는 '인격'과 유사한 개념의 '바'(Ba)를 가지고 있다고 믿었는데, 카와 달리, 바는 사람이 죽은 뒤에도 육체에 남는다고 여겨졌다. 그래서 이집트 장례식의 종교적 의식에서는 바를 육체에 남기게 되어 카가 자유롭게 움직일 수 있게 됨을 보였다. 그리고 바가 다시 카와 합쳐지면, '아크'(Akh)로서 부활한다고 믿었다. 그런 까닭에 육체가 죽은 뒤 그대로 보존되는 것은 매우 중요했으며, 이집트 사람들은 매일 밤마다 바가 새로운 생명을 찾아 떠나, 아침이 되기 전에 아크로서 나타난다고 믿었다.
그러나 이집트 초창기 사후세계에 대한 믿음은, 파라오만이 바가 있다고 믿어졌고, 오직 파라오만이 죽은 뒤 신과 함께 할 수 있다고 생각된 반면에, 일반 평민은 그렇지 않는다는 것이었다. 귀족층은 파라오로부터 무덤을 하사받아, 그곳에 안치되면 그들도 파라오와 함께 사후세계로 들어갈 수 있었으며, 파라오가 죽으면 이집트 밤하늘에서 영원히 지지 않는 북극성의 주변에 살게 된다고 믿었다. 그러나 이 사후세계에 대한 믿음은 고왕국을 지나면서 오시리스 신의 중요성 부각과 태양신 라의 부활과 연계되었다.
고왕국의 후기와 제1중간기 동안에는, 바를 소유할 수 있는 자격과 천국에 갈 가능성이 전 이집트 인으로 차츰 확대되었다. 사후세계에 도달하기 위해서, 영혼은 심장 무게 달기 의식이라 불리는 최후 재판을 받기 전까지 다양한 초자연적인 위험을 피해야 했다. 이 재판에서 신(오시리스)은 살아 있을 때 동안 행한 죽은 자의 선악을 상징하는 심장의 무게를 마트의 깃털의 무게와 저울을 통하여 비교했다. 만약 살아있을 적에 많은 악한 행동을 하였다면, 심장은 마트의 깃털보다 무거워 저울이 심장 쪽으로 기울게 되며, 그 심장은 암무트라 불리는 괴물에 의해 잡아먹혔다. 그러면 죽은 자는 영원히 사후세계로 들어가지 못했다. 하지만, 만약 살아서 선한 행동을 많이 하고 악한 행동을 하지 않았다면, 저울은 평형을 이루고 죽은 자의 카와 바는 다시 합쳐져 아크가 되었다고 믿어졌다.. 아크의 목적지에 대한 믿음은 시대에 따라 변화했는데, 주로 정당함이 입증된 죽은 자는 오시리스의 왕국이라 불리는 하늘과 땅이 만나 태양신 라가 지나가는 두아트라 불리는 서쪽 지평선 너머 어딘가에 있는 사후세계에서 살게 된다고 믿어졌다. 중왕국과 신왕국을 거치면서, 아크는 살아있는 자들의 세계도 여행한다고 여겨졌다.

## 이집트 종교의 문헌과 문학

### 이집트 신화

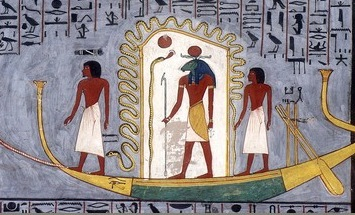
태양신 크눔(중앙)와 다른 신들이 태양의 돛단배를 타고 지하세계를 여행하는 모습

이집트 신화는 신들의 자연에서의 활동과 역할을 설명한 은유적인 이야기이다. 그 신화는 사람들을 통해 입에서 입으로 전해지면서 바뀔 수 있었고, 그래서 많은 신화가 다양한 설화가 존재하며 많은 논쟁의 여지가 있다. 신화 이야기는 제대로 쓰이는 경우가 드물었으며, 많은 이야기가 대개 더 포괄적인 신화에서 넌지시 던지는 암시를 담고 있으며, 이것은 부분적으로 이집트 사람들이 명백하게 설명하는 것이나 신화의 부정적인 부분을 설명하는 것을 피하려는 것으로 보이며, 이것이 카오스가 힘을 얻는 것을 막는 것이라고 믿었다. 신화적인 정보 대부분은 사원 도서관에 있는 파피루스에서, 기도문에서, 그리고 장례 문헌에서 나오는 것으로 알려졌다.
가장 중요한 이집트 신화들은 이집트 창조 신화로 이루어져 있는데, 몇몇 창조 신화에서 이집트 신화들은 모두 공통적인 요소를 가졌다. 하나는 창조의 과정이 진행되는 영원하고 생명이 없는, 깊은 심연의 바다이고 다른 하나는 이 바다에서 나온 첫 번째 신이 있었던 곳에 솟아난 "벤벤"이라는 언덕이다. 그러나 이 창조 신화들은 각각 다른 신들에 초점을 맞춘다. 어떤 창조 신화는 태초의 물에 대해 구체화한 여덟 명의 신들의 무리인 오그도아드와, 그들의 만남을 통해 어떻게 우주의 창조가 유래하였으며 또 어떻게 언덕이 나타났는지 묘사한다. 다른 신화는 아홉 신들이 세상에 있는 자연의 힘을 상징하는 엔네아드로 결합하는 동안 언덕 위에 나타나는 첫 번째 신이 되려고 했던 아툼의 행동과 연관을 짓는다. 또 다른 신화는 세상의 창조 원리를 처음 생각해낸 아문에 의해, 세상의 만물을 구상하고 이름을 붙임으로써 단순하게 세상을 창조하는, 언덕과 연관이 되어 있는 창조신 프타에 대해서 말한다. 몇몇 관점에서는 이러한 신화들은 신학 충돌로 보고 있으나, 그들은 여전히 창조의 과정에 대해 다른 관점에서 상상하였던 것으로 보인다.
일각에서는 이 신화들에 대해 여러 설이 논쟁이 나타나는 것은, 창조의 과정의 다른 관점을 보여주는 것일 수도 있다고 한다. 오그도아드의 융합은 생명이 없는 원시적 카오스가 정연한, 생명이 태어나는 세계로 구현되는 것을 의미하고 엔네아드 신화는 세계의 초기의 형태가 공기와 습기, 땅과 하늘 등을 의미하는 원소들의 다양성으로 발달한 것을 이후에 담고 있다. 아문은 창조의 근본적인 원인으로, 세상이 어떤 개념과 같이 이루어져 있는지에 대한 것을 처음으로 발전시킨 존재이고, 프타는 말로써 세상이 창조되어 아툼의 등장에 대한 원인이 된 권능을 가진 존재로 그려졌다.
이집트 사람들이 주로 믿었던 또 다른 신화는 오시리스와 이시스 신화이다. 이 신화는 그의 조상인 태양신 라로부터 이 세상의 지배권을 상속받은 오시리스라는 신에 대하여 말한다. 오시리스는 종종 혼돈과 결합하는 그의 동생 세트의 시기 때문에 살해당한다. 오시리스의 누이이자 아내인 이시스는 세트가 빼앗은 남편의 왕좌를 되찾기 위하여 세트에 의하여 토막 난 오시리스의 시신을 모아 부활시킨다. 오시리스는 사후세계에 들어가 죽은 자들의 통치자가 되었으며, 이시스는 그의 아들인 호루스를 출산한다. 결국, 성인이 된 호루스는 세트와 싸워 승리한다. 세트는 이 싸움에서 혼돈을 상징하며, 오시리스와 호루스는 파라오를 수호하는 정의의 지배자를 의미한다. 동시대에, 오시리스의 죽음과 부활은 나일 강의 범람주기를 포함한 이집트의 농업 순환과 사후세계에 대한 인간의 부활에 대한 믿음과 관계가 있다.
태양신 라는 지구 상의 생물들에 없어서는 안될 존재이며, 가장 중요한 신들 중 하나이다. 신화에서 태양의 움직임은 하늘을 통하여 여행하는 태양의 돛단배로 설명하는데, 태양이 지는 것은 라가 사후세계에 들어갔음을 의미하며, 그동안은 지상세계에 밤이 찾아온다. 사후세계를 여행하는 동안 라는 오시리스를 만나고, 그의 생명은 부활한다. 그는 매일 밤마다 다시 혼돈을 만들고자 하는 거대한 뱀인 아펩과 싸우는데, 아펩을 이겨서 오시리스를 만나면 다음날 아침에 태양이 떠오르고 혼돈에 대한 질서의 승리와 부활을 의미한다.

### 기도문
많은 문화가 그러하듯, 이집트 인들도 그들의 신에게 도움을 요청하는 기도를 하였다. 비록 적은 수의 이집트 제19왕조에 쓰인 기도문만이 후세에 전해질 뿐이지만, 이 기도문에는 신과 파라오를 찬양하는 다양한 형식의 찬송가가 적어져 있다. 이 시들은 2행이나 3행으로 이루어져 있으며, 아마 종교 의식 중에 암송되거나 노래가 되었을 것이라 짐작되고 있다. 이 시들은 종종 여러 종류의 신들에 대한 관점을 포함하며, 자연과 신화 간 작용을 설명한다. 그래서 기도문들은 이집트 신화를 연구하고 이해하는 데 중요한 자료이다.

### 장례 문헌

사자의 서

이집트 문헌 중 가장 중요하고 광범위하게 보존된 문헌은 사후세계와 죽은 자의 영혼을 그린 고대 이집트의 장례 문헌이다. 그 중 이집트 초기의 장례문헌인 피라미드텍스트는 세계에서 가장 오래된 종교 문헌이다. 피라미드텍스트는 고왕국 시대에 피라미드 벽에 새겨진, 파라오가 사후세계로 가는데 마술적 도움을 주기 위한 수백 개의 주문들을 모은 것이며, 이 주문들은 각각 다른 배열과 결합을 보이며 몇 개의 주문들은 모든 피라미드에서 공통으로 발견되고 있다.
또한, 피라미드 텍스트에서 따온 것으로 보이는 고왕국 말기의 새로운 형태의 장례 주문들이 무덤들의 벽들과 통로에서 발견되었는데, 왕을 위한 주문이 아닌, 관료나 귀족을 위한 주문들로 보인다. 특히 신왕국에 쓰인 적은 수의, 특히 사자의 서로 널리 알려진 새로운 장례 문헌들이 발견되었다. 초기의 다른 책들과는 달리, 이 책은 광대한 삽화와 그림들이 그려져 있다. 사자의 서는 파피루스에 쓰였으며, 평민들의 무덤에 넣기 위한 책으로 팔린 것으로 추측된다. 그래서 파라오나 고위 사제들만이 읽고 쓸 수 있던 신성문자가 아닌 일반 평민들의 글자인 민중문자로 쓰인 사자의 서들도 발견되었다.
고왕국 말기 무덤의 통로에 쓰여진 문헌(관구문)들은, 신들의 지하세계와 어떻게 위험에서 벗어나는지에 대한 기술이 포함되어 있다. 이러한 문헌들은 신왕국에 들어서는 관문의 서와 동굴의 서, 암두아트를 포함하는 사후세계와 관련된 책들이 탄생하게 되는 기초가 되었다. 피라미드 텍스트와는 달리 이 사후세계에 관한 책들은 태양신 라가 통과하는 두아트의 구조에 대한 서술이 있으며, 죽음의 왕국을 통과하는 영혼에 대한 이야기가 쓰여 있다. 이 책들은 초기에는 파라오의 무덤들에 한정되었으나, 제3중간기에 들어서서는 광범위하게 유통되었다.

## 이집트 종교의 의례

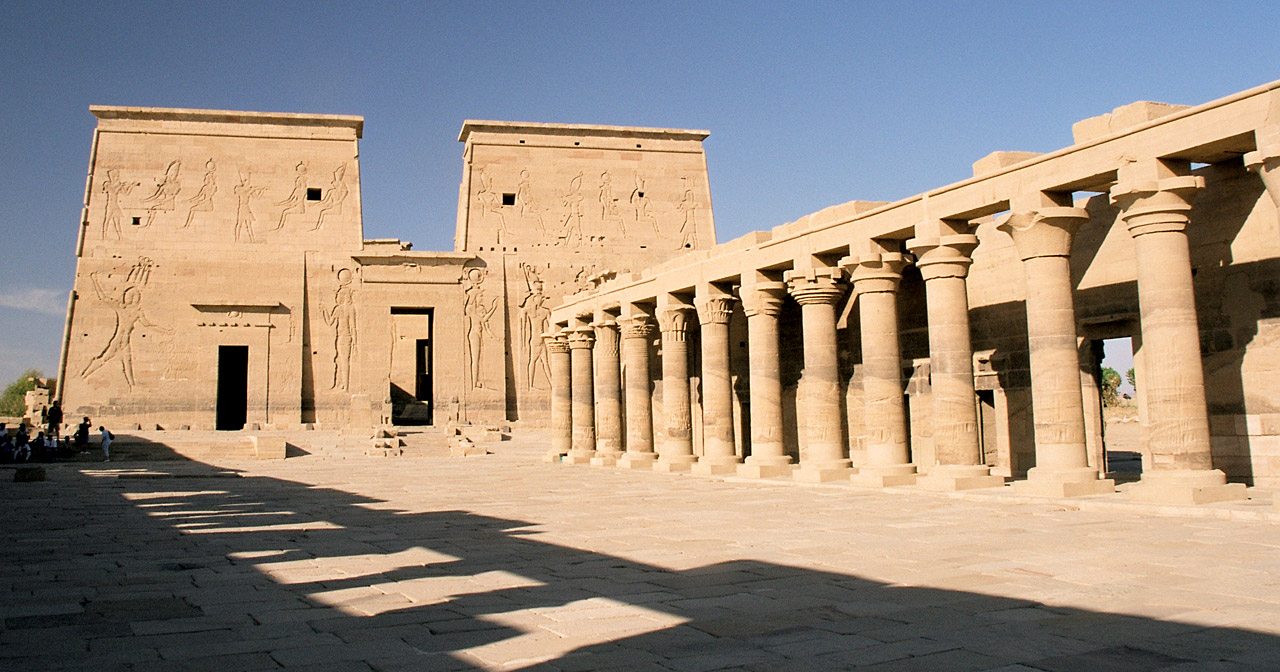
필라이에 있는 이시스 신전. 열주 뒤로 보이는 건축물이 탑문이다.

### 신전
신전들은 이집트 선왕조시대 때부터 존재하였으며 문명의 발전에 따라 거의 모든 마을마다 신전들이 있었던 것으로 보인다. 신전들은 신성한 파라오의 영혼을 섬기는 시체안치소와 지역 신을 모시는 신전으로 이루어져 있었는데, 이는 신격과 왕권을 밀접히 연관시키려 하였기 때문이다. 다만 모든 신이 봉헌된 신전을 가지고 있었던 것은 아니었다. 많은 신이 광범위한 숭배를 얻지 못하였으며, 주로 가정에서 숭배되는 신들은 신전보다는 대중 숭배에 초점이 맞추어져 있었다.
신전들은 신들의 "집"으로써 봉사하였는데, 그들의 매개로써 작용하는 물질적인 상이 보관됐으며 제물이 바쳐졌다. 이 봉사들은 신을 떠받드는 데에 꼭 필요한 것으로 믿어졌고, 그래서 그 봉사들은 유지됐다. 신전들은 이집트 사회의 중심점이었기 때문에 막대한 자원들이 신전의 유지를 위하여 쏟아부어졌다. 파라오들도 신들의 영광을 고양하는 의무를 위하여 신전 건축과 재정 지원을 하였기 때문에, 많은 신전이 세계에서 가장 큰 종교 건축물인 카르나크의 아문 신전처럼 빠른 속도로 금전적으로나 실질적으로 거대해질 수 있었다.

이집트 신전의 기본 설계와 유사하게 만든 설계도

신왕국에서는 고왕국과 중왕국의 신전들로부터 발전한 구체적인 기본 신전 설계가 등장하였다. 변화들과 함께 이 계획은 그 시대에 지어진, 오늘날 여전히 남아있는 신전 대부분에 사용되었다. 이 표준적인 설계에는 동쪽을 향하는 중심축을 따라 정렬되어, 가장 일반적으로 나일 강을 따라서 신전이 지어졌다. 신전들의 주요 입구는 보통 행렬식이 신전을 둘러싼 벽을 통과하여 오는 방향인 나일 강 쪽으로 지어졌다. 신전의 주 입구를 통과하면 대체로 하나의 혹은 더 많은 탑문(파일론)을 또 다시 통과하여야 했다. 이 파일론들을 거치면 열주로 이루어진 안마당이 나오는데, 이 안마당은 보통 봉헌물을 배달하고 사제들이 만나는 장소였다. 안마당을 지나면 많은 기둥으로 천장을 떠받친 거대한 방이 위치하고, 그 뒤로는 사원이 있었다. 이 모든 것을 둘러싸는 보조방들은 신전에서 매일 행해지는 종교의식을 위하여 사용됐다
탑문과 안마당, 열주들을 통과하여 신성한 사원에 도달하는 신전의 구조는 인간의 세상에서 신의 세상으로 가는 여정을 의미한다. 사원은 신전에서 가장 신성한 장소이며, 신전이 모시는 신의 성상들이 모셔져 있다. 사원으로의 접근은 주로 파라오와 고위 성직자들에게만 허용되었다. 종교의식의 봉헌물은 전통적으로 파라오가 직접 혹은 파라오를 대리하는 사제들에 의하여 아침과 저녁에 바쳐졌다. 이 종교의식에서 파라오나 사제들은 신의 석상을 씻고, 성유를 바르고 공들인 의복을 입히며 음식을 바쳤다. 그 후에 신이 제물의 영적인 본질을 모두 소모하였다고 판단되면, 바쳐졌던 제물들을 사제들이 나누어 가졌다. 매일 바쳐지는 제물의식을 비롯하여 해마다 있는 축제에서도 종교의식을 치렀으며 특별한 상황에서는 보기 드문 종교의식을 행하기도 하였다. 이 많은 종교의식은 신들의 형상을 다른 신성한 장소로 운송하는, 무질서의 힘을 파괴하는 의미나 새로운 교리를 공표하는 의미가 있는 행렬을 포함하였다.
신전들은 자신들의 소유지를 통한 수입뿐만 아니라 지방의 관리나 군주들에게 재정적 지원을 받았다. 이 소유지들에 포함된 토지나 농장, 정원, 광산, 채석장, 장인조합 등은 신전의 필요에 따라 생산물을 봉납하였다. 거대한 신전들은 종종 수천 명에 다다르는 사람들을 고용할 정도로 중요한 경제적 중심지이기도 하였다.

### 사제

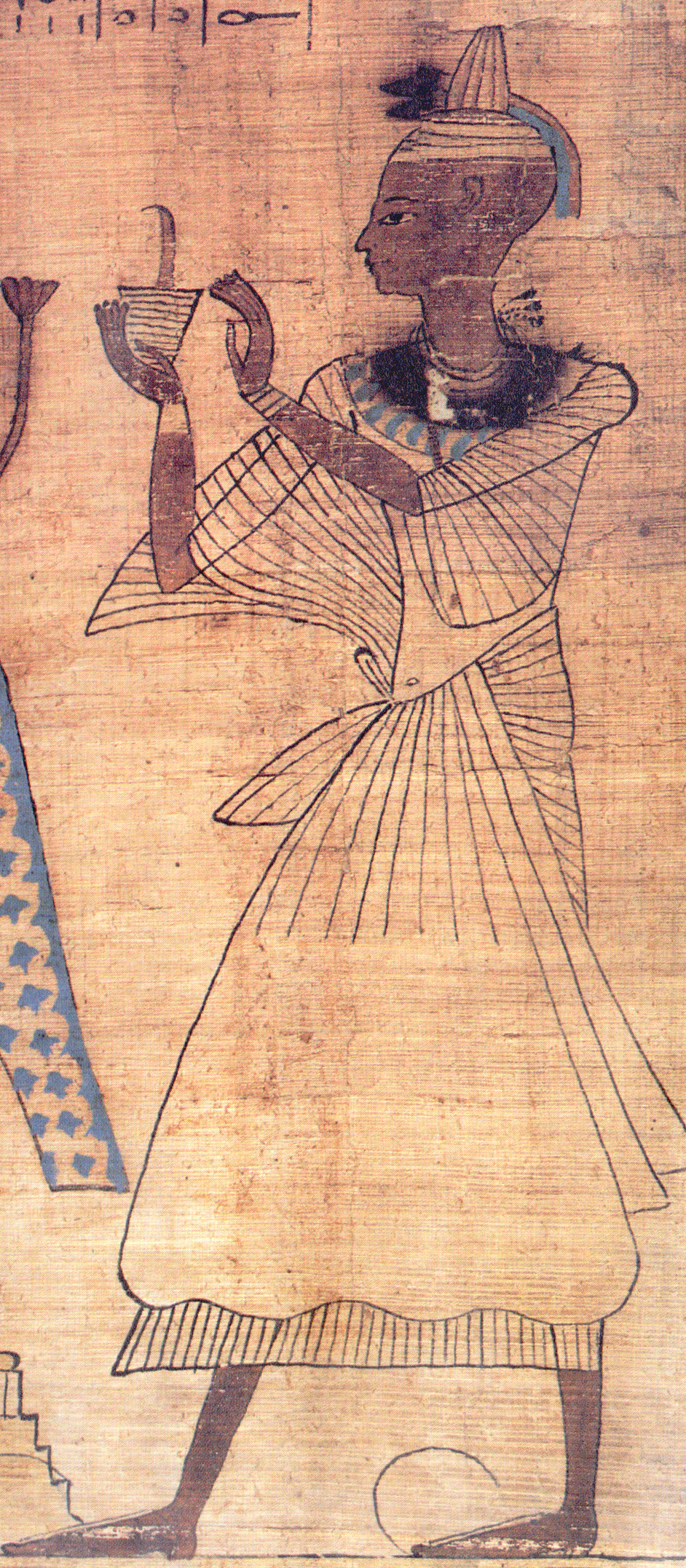
사자의 서에서 묘사된 면도한 사제

파라오는 이론상, 공식적인 이집트 신들의 대리자였기 때문에, 모든 신전의 사제들은 그의 명령하에 있어야 했다. 사실 고왕국과 중왕국동안에는 사제들의 계급이 없는 대신에, 정부의 공무원들이 일 년 중 몇 개월 동안 세속에서 떠나 신을 섬겼다. 비록 대부분의 낮은 직위의 사제들이 전과 같이 여전히 시간제로 일은 하였지만, 신왕국에 들어서서 전문적인 사제들이 나타나기 시작하였다. 파라오는 신들의 대리자로서 모든 사제에 대한 임명권을 가졌다. 하지만, 신전의 부가 축적되면서 사제들의 영향력도 파라오를 위협할 만큼 강해졌다. 결국 제3중간기에 들어서서는 아문신을 섬기는 테베의 사제들이 상이집트를 통치하기에 이르렀다.
신전마다 사제들은 다양한 직위와 종류가 있었다. 신전의 밖에서 평민들의 장례식을 돕는 일을 하는 사제들도 있었으며, 신전에서 기도문과 주술을 암송하고 연구하며 장례식을 집례하는 성직자들도 있었다. 가장 높은 직위의 성직자는 '신들의 첫 번째 종'이라 불리었는데, 이 관직은 종종 아버지에게서 아들에게 상습되는 경향이 있었다. 또한, 신전들은 그들이 필요한 농부와 장인, 음악가, 성가대를 포함한 많은 외부인을 고용하였다. 모든 이들은 신전의 수익으로 월급을 주었다.
사제들은 주로 남성이었는데, 고왕국 때에는 많은 여성이 여신을 위한 신전에서 성직에 몸을 담았다. 하지만, 중왕국에 들어서는 여성들의 공직업무가 현저히 줄어들었고, 후기에는 더 적은 수의 여성들이 신전에서 활동하였다. 다만, 제3중간기에는 중요한 여성들이 아문신을 비롯한 신들의 종교의식에 참여하였다.
성직에 몸을 담은 동안, 사제들은 엄격한 청렴도를 준수하여야 했다. 그들은 머리와 몸들을 모두 면도해야 했으며 늘 깨끗한 옷을 입고 하루에도 몇 번씩 씻어야 했다. 반드시 독신이어야 할 필요는 없었지만, 육체관계는 정신적 순수함에서 멀어진다 하여 꺼렸다.

### 축제

아문신 돛단배 앞에 선 람세스 2세와 네페르타리

고대 이집트 인들은 다양한 종교적 축제들을 거행하였다. 대부분이 1년 주기로 축제가 열리거나, 비정기적으로 개최되는 경우도 많았던 것으로 보인다. 새해를 축하하는 축제와 같은 큰 행사는 이집트 전 지역에서 이루어졌지만, 대부분은 특정한 신전이 있는 지역에서만 축제를 즐겼다. 신전에서 주최하는 축제들은 보통 신의 모습이 새겨진 조각이나 조각상을 배모양의 가마에 싣고, 그것을 들고 신전 밖으로 행진하는 의식을 포함했다. 일반인들은 사제들과 함께 이 의식을 축하하였으며, 행렬을 관중하거나, 신에게 특별한 봉헌 물들을 바쳤다. 몇몇 축제들은 파라오의 왕권에 대한 숭배의식을 주제로 삼기도 하였는데, 이 축제들은 대관식이나 세트 축제, 파라오의 부활을 기원하는 내용을 포함하였다.

### 신탁
이집트인들은 지식이나 계시를 위하여 신들에게 신탁을 물었는데 주로 신왕국 시대부터 시작되었다. 파라오를 포함한 모든 사회 계층의 사람들이 신의 계시를 듣고자 하였고 특히 신왕국 후기에서는 신탁에 의하여 국사의 방향이 바뀌는 등 왕권 및 내사에 강력한 영향을 끼쳤다. 일반적으로 신탁을 받는 방식으로, 축제에 신의 형상이 안치된 돛단배의 움직임을 해석하는 것이였다. 다른 방식으로 동물 숭배나 제비 뽑기, 신의 조각상을 대변하는 사제의 발언 등을 통한 신탁이 존재하였다. 이는 신들이 강력한 영향력을 행사, 사제를 통하여 신의 메시지를 전한다는 의미이다.

### 마술
"마술"이란 단어는 "간접적으로 어떤 것을 일으킬 수 있음"을 의미하는 이집트어의 "헤카"로 번역될 수 있다. 고대 이집트인들은 헤카를 자연적인 현상 중 하나로 믿었으며, 이 힘은 우주를 창조하고 신들이 자신의 업적을 행하는데 쓰인다고 생각하였다. 인간들도 이를 사용할 수 있으나 마술 연습을 통하여 종교와 밀접하게 서로 영접해야 한다고 생각하였다. 사실, 신전에서는 정기적으로 미리 정해진 마술로써 종교 의식을 치렀다. 또한, 개인들도 종종 죽음을 위한 마술 기법을 사용하였는데, 비록 이 마술을 통하여 다른 사람들에게 해를 끼칠 수도 있다고 믿어졌으나 마술의 무형성은 타인에게 저주를 하는 자에게도 해롭다고 믿어졌다. 그래서 그 대신에 마술은 주로 해로운 것으로부터 사람을 보호하고 막아주는 것으로 여겨졌다.
마술은 사제들과 매우 밀접하게 연관이 있다. 신전의 도서관들은 다수의 마술 주문서들을 소장하였고, 많은 주문이 신전의 책들 내용 문맥에서 쉽게 발견됐다. 이 위대한 마술 지식은 이 책들을 연구하는 사제들에 의하여 축적됐으며, 종종 신자들을 위하여 사용되었다. 또한, 일반적으로 마술들은 그들의 신앙생활이나 사람들을 치유할 때, 마술이 깃든 장신구를 만들 때 사용됐다. 농민들도 풍작을 기원하기 위하여 간단한 마술들을 사용하였는데, 이 마술지식은 주로 입에서 입으로 전해졌기 때문에 관련 사료들은 현대에 거의 남아있지 않다.

### 장례
이집트인들에게 있어서 시신의 보존은 영혼(바)의 생존을 위하여 없어서는 안 되는 매우 중요한 종교적 개념이었기 때문에 장례의 중요한 부분이다. 원래 이집트 사람들은 건조하여 자연적으로 시신이 부패되는 것을 막는 사막에 시신을 묻어 미라로 만들었다. 그러나 초기왕조 시대에 들어와서 이집트인들이 시신의 보호를 위하여 무덤을 사용하기 시작하게 되었고 시신을 자연적으로 건조시켜 보존할 수 없었기 때문에 인공적으로 건조시킬 방법을 찾아야만 했다. 그리하여 시신 방부제가 개발되었다. 시신의 내장을 제거하고, 천연탄산소다를 이용하여 시신을 건조한 후 아마포로 감싸 관에 넣는 이 과정은 신왕국 시대에서도 여전히 완전히 개발되지 않았었다. 이 과정의 질은 비용에 따라 달라졌으며, 누구도 사막에 묻는 것만큼 시신이 부패하는 것을 막는 방법을 찾지는 못하였다.

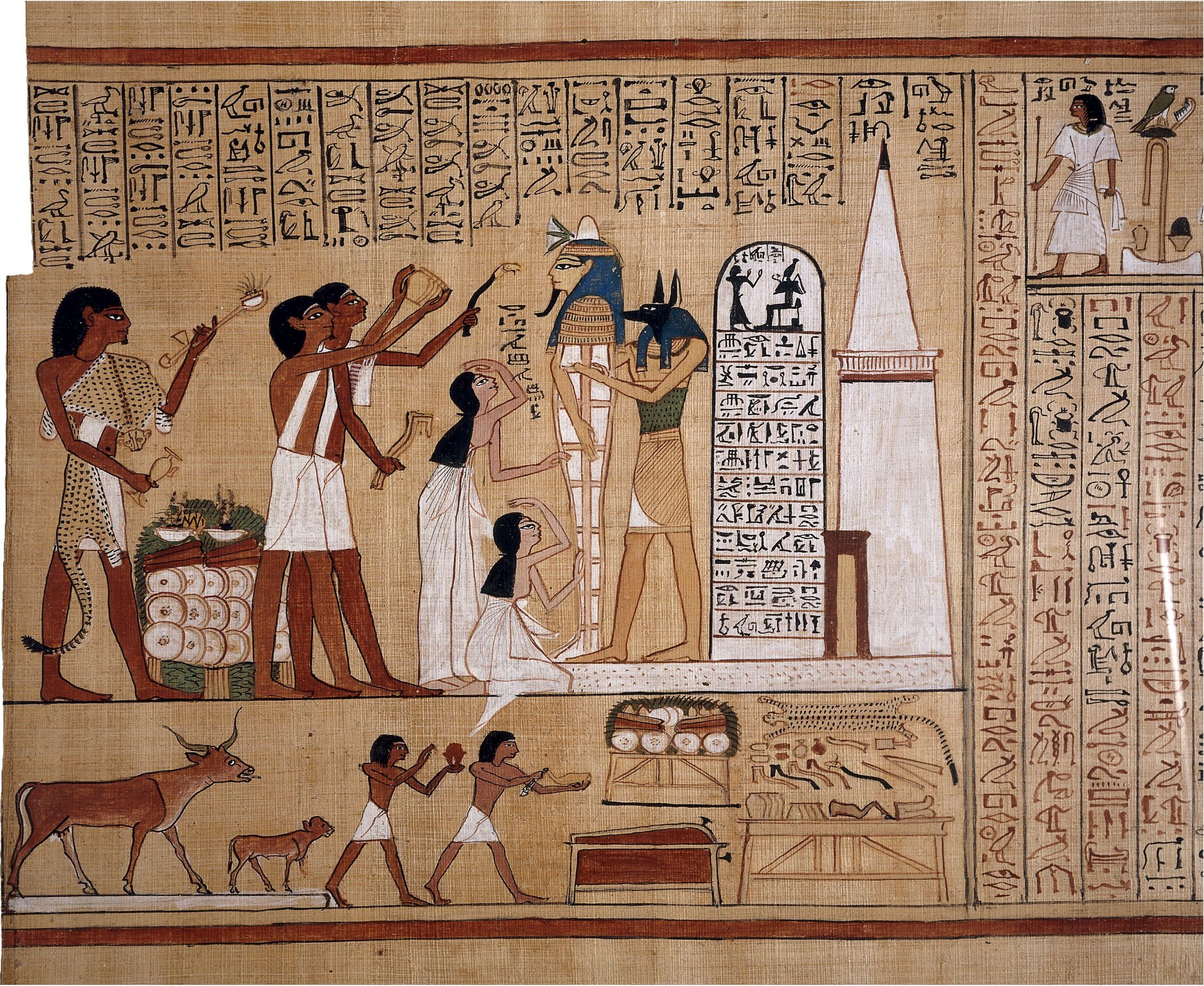
무덤에 관을 묻기 전에 '입을 여는 의식'을 치르는 모습

한번 미라화 과정이 끝나면, 미라는 사망한 사람의 집에서 무덤까지 사제들이 이끄는 친인척들의 장례 행렬을 통하여 옮겨진다. 장례 행렬이 무덤의 입구에 다다르면 사제에 의하여, 장례 도구로 죽은 사람으로서 봉헌 물을 받을 자격을 인정해주는 '입을 여는 의식'을 포함한, 몇 개의 종교의식이 치러진다. 그러면 미라는 안치된 후 무덤은 봉해진다. 그 후에 친인척이나 사제가 무덤 입구 앞에 음식을 바쳤다. 하지만, 대부분의 무덤은 한두 세대가 지나면 불가피하게 자손들에게 잊혀졌다.
이집트의 첫 번째 무덤은 직사각형의 벽돌로 지은 파라오나 귀족들을 위한 석실분묘이다. 각각의 석실분묘는 지하의 시신 안치실과 지상의 예배당으로 분리되었다. 고왕국의 석실분묘는 이집트 창조신화에 나오는 언덕을 상징하는 피라미드로 발전하였다. 피라미드들은 왕족들에게 제한되었으며, 거대한 시체 안치소를 포함하였다. 중왕국의 파라오들도 고왕국의 피라미드들보단 작은 규모의 피라미드를 지었지만, 석실 분묘의 대중성에 피라미드 건축 의지는 시들어 갔다. 점점 더 많은 평민이 시체안치소와 예배당이 분리된 바위를 파서 만든 석실에 매장됨에 따라 도굴하기에 더욱 어려워졌다. 신왕국이 시작함에 따라 파라오들도 그와 같은 무덤들에 매장되었고 이집트 종교가 쇠퇴하기 전까지 이와 같은 장례의식은 계속되었다.

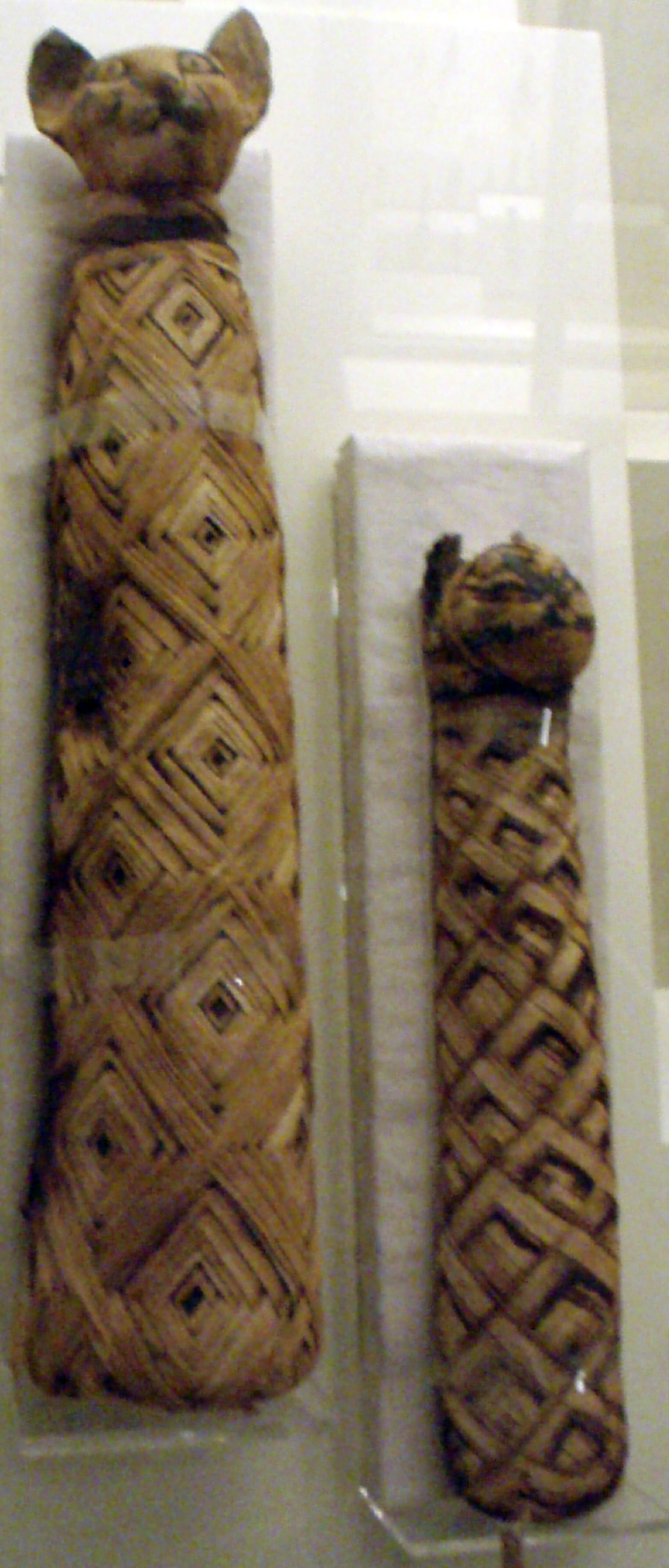
고양이 미라

시신은 다양한 시신이 훼손될 경우를 대비한 죽은 자의 조각상과 미라화 과정에서 시신에서 빼낸 내장을 담은 항아리들을 포함한 제물들과 함께 무덤에 묻혔다. 왜냐하면 죽은 자는 살았을 때와 마찬가지로 사후세계에서도 일해야만 했는데 조각상이 죽은 자를 대신하여 일을 한다고 믿어졌기 때문이다. 이 조각상들은 초기 파라오들에 의하여 시작되었다. 부유한 자들의 무덤들은 사후세계에서 사용할 비싼 가구들과 옷들을 포함하여 영혼의 세계로 가는 길을 지켜줄 마술이 깃든 귀금속을 같이 매장하였다. 더 나아가서 무덤의 벽화나 수의, 아마포, 파피루스 등에 새겨진 장례문헌을 통하여 사후세계에 안전히 도착하기를 기원하였다.
고대 이집트인들은 신들이 동물의 모양으로 내세할 수 있다고 믿었기 때문에, 애완동물이나 야생동물들을 인간과 같이 미라로 만들어 매장하였다. 이러한 동물 매장은 창조신 프타가 동물화된 아피스 황소를 비롯한 몇몇 동물들에게만 해당되었던 것이 그 기원이었으나 이집트 제26왕조가 시작되면서 신들을 상징하는 동물들의 범위가 확대되었다. 신자들은 신에게 바치기 위한 동물 미라를 사기 위하여 특정 신의 사제들에게 돈을 냈으며, 신전이나 그 주변에 미라를 두어 신을 모셨다. 어떤 토굴에서는 약 백만개의 동물 미라가 발견된 것을 보면, 동물 숭배의식이 대단하였음을 알 수 있다.

## 이집트 종교의 역사

### 선왕조
고대 이집트는 고고학적 연구가 매우 활발히 이루어졌는데, 고고학적 발견으로 말미암아 이집트의 종교는 선사시대부터 이어져 왔음을 알 수 있다. 이집트 선왕조시대 장례 매장 방식은 사후세계에 대한 믿음의 초기 형태를 보이고 있으며, 동시대에 매장된 동물들은 후기 이집트 종교에서 찾아볼 수 있는 동물형태 신들의 기원도 일정부분 반영하고 있다. 또한, 초기 이집트시대에는 사람이나 신의 모습을 재현한 토우들도 발견되었고, 이것으로 미루어보아 동물 형태의 신들보다는 사람 모습을 한 신들의 출현이 더 늦은 것으로 추정되고 있다. 학자들은 초기 이집트의 종교는 지역마다 다른 신들을 섬기고 있었으나, 이 작은 지역들이 서로 정복하고 정복되면서 서로의 신들이 각각의 신화에 편입된 것으로 보고 있다. 이 이론은 고대 이집트 종교가 복잡한 다신론적인 종교로써 어떻게 지역의 수호신들이 전국의 보편적인 신으로 자리 잡게 되는지 설명해준다.
그런 와중에 약 기원적 3000년경에 상·하 이집트가 통일되면서 초기왕조가 들어섰다. 새로운 왕조에서 특정 신이 국가 중요의 신으로 부각 되고 파라오가 신격화되는 등 이집트 종교가 현재와 같은 모습으로 바뀌게 되었다. 이집트 제1왕조의 파라오들과 같은 초기의 왕들은 막대한 돈과 인원이 투입된 무덤에 매장되었는데, 당시에는 사후세계에서 왕의 시중을 들어줄 사람을 같이 매장하는 순장제도가 있던 것으로 보인다. 이러한 매장 방식은 왕족의 장례의식이 얼마나 중요했는지 설명한다. 고위 관료들과 귀족들은 하급의 무덤에 매장되었다.

### 고왕국과 중왕국

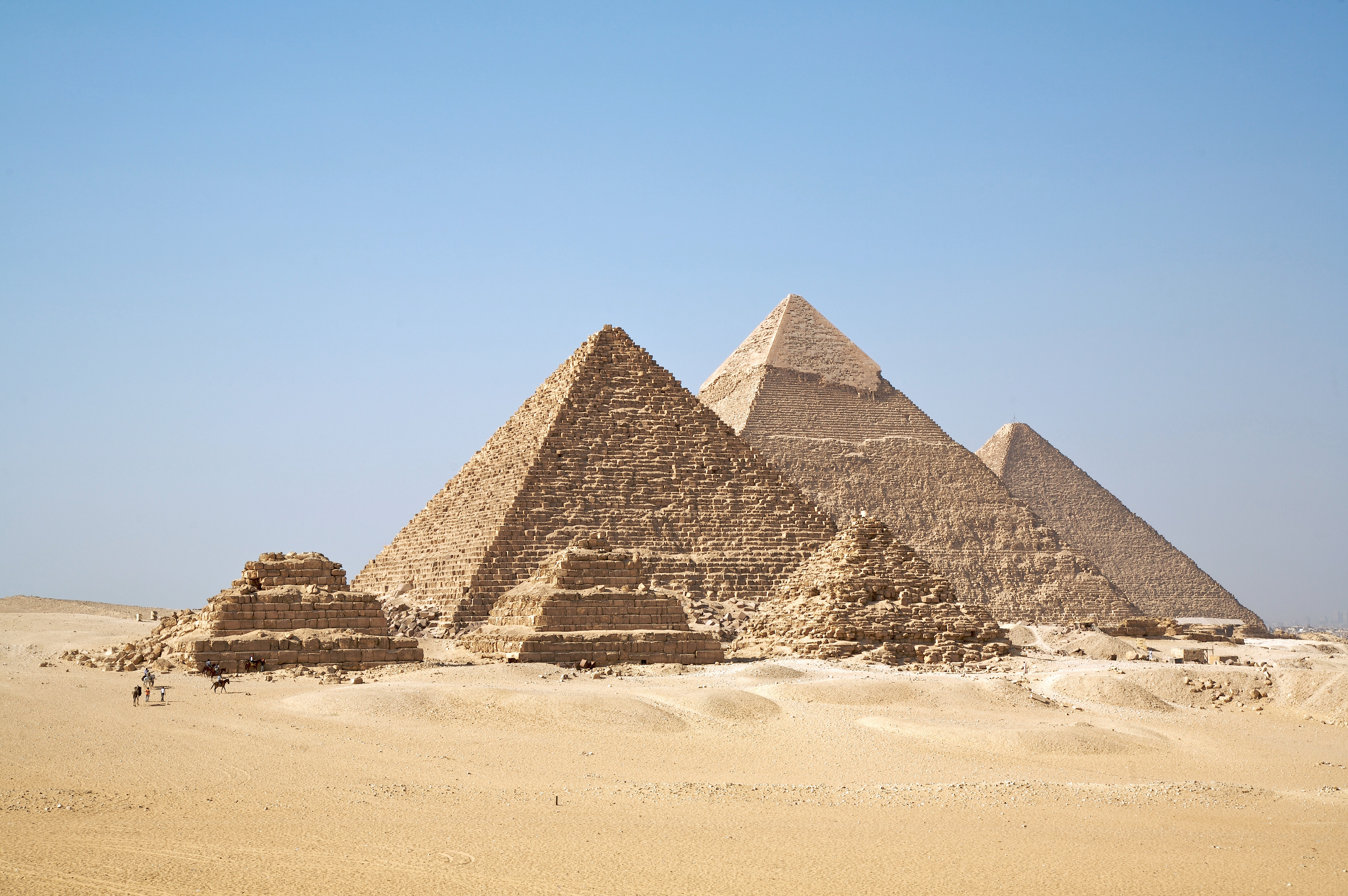
고왕국 시대에 지어진 기자의 피라미드

고왕국 시대를 통하여 주요 신들의 사제들은 각각의 다른 신화와 문화를 가진 여러 신을 단체로 묶어 조직화하는 것을 시도하였다. 헬리오폴리스와 헤르모폴리스, 멤피스의 신학이 발전함에 따라 이 시대에 혼합주의 양상이 나타나기 시작하였다. 또한, 고왕국 시대에는 중요한 왕족이 아닌 귀족들이 여전히 석실 분묘에 묻혔지만, 파라오들은 피라미드들이 석실 분묘를 대신하게 되었다. 피라미드들은 거대한 장례 신전의 집합체로써, 이집트의 신전 건축 개발에 굉장한 역할을 하였으며, 매우 중요한 부분을 차지하고 있다.
고왕국 시대에는 헬리오폴리스가 국가의 가장 중요한 종교 도시가 되었고 그 도시의 수호신인 라의 영향력은 매우 막강해졌다. 제4왕조는 기존 계단식 피라미드를 태양 광선을 상징하는 정방형 피라미드와 같은 모습으로 바꾸었다. 제5왕조에 의해서 태양신 라는 왕권과 사후세계와 관련되어 국가적 신으로 추앙받았다. 동시대에는 오시리스 또한 사후세계의 주요한 신이 되었다.
제5왕조 말에 파라오들은 그들의 무덤에 피라미드텍스트를 새겨 놓기 시작하였다. 이 기록들은 당대에 널리 퍼져 있던 태양과 오시리스식의 사후세계 개념뿐만 아니라 선왕조시대의 사후세계에 대한 개념도 포함하였다. 그래서 피라미드 텍스트는 고왕조와 그전 시대의 이집트 신학을 이해할 수 있는 매우 중요한 자료이다.
기원전 22세기에 고왕조는 몰락하여 고왕조 시대 동안 발전했던 이집트 종교의 결과물들과 함께 무질서적인 제1중간기에 진입하였다. 고왕조시대에는 사후세계에서의 부활을 왕족에 제한하였었지만, 제1중간기에 들어 사회적 계층의 장벽이 무너짐에 따라 모든 이집트인이 "사후세계의 민주화"라 불리는, 모든 이들에게 맞는 부활에 대한 믿음을 누릴 수 있게 되었다. 사후세계에 대한 오시리스식의 관점은 일반인들에게 더욱 매력 있어졌고, 그 때문에 오시리스는 가장 중요한 신들 중 하나가 되었다.
이집트를 재통일한 중왕국의 새 왕조는 테베에 기반을 둠에 따라, 그들의 수호신인 몬수가 국가적 신으로 숭배되었다. 하지만, 중왕국 후반에 들어 이 신앙은 테베의 새로운 수호신이 된 아문의 부상과 함께 빛을 잃었다.

### 신왕국
기원전 1872년 중왕국의 마지막 왕조인 제12왕조가 몰락한 이후, 제 2중간기가 도래하였다. 하지만, 다시 기원전 1570년경에 신왕국의 첫 파라오인 테베의 지배자들에 의하여 재연합되었다. 제18왕조는 테베의 수호신인 아문을 강력한 신으로 증진시키고 오랫동안 왕권을 수호하는 신으로 여겨진 태양신 라와 융합했다. 테베에 있는 아문-라의 카르나크 신전은 이집트의 종교 중심지가 되었다. 또한, 이 시대에는 이집트가 외국과 교류를 활발히 하게 되면서, 근동의 신들도 많이 흡수했다. 신왕국시대에 정복된 누비아에서도 그 지역 신들이 이집트로 흡수되었으며, 부분적으로는 아문신의 특징에도 영향을 끼쳤다.

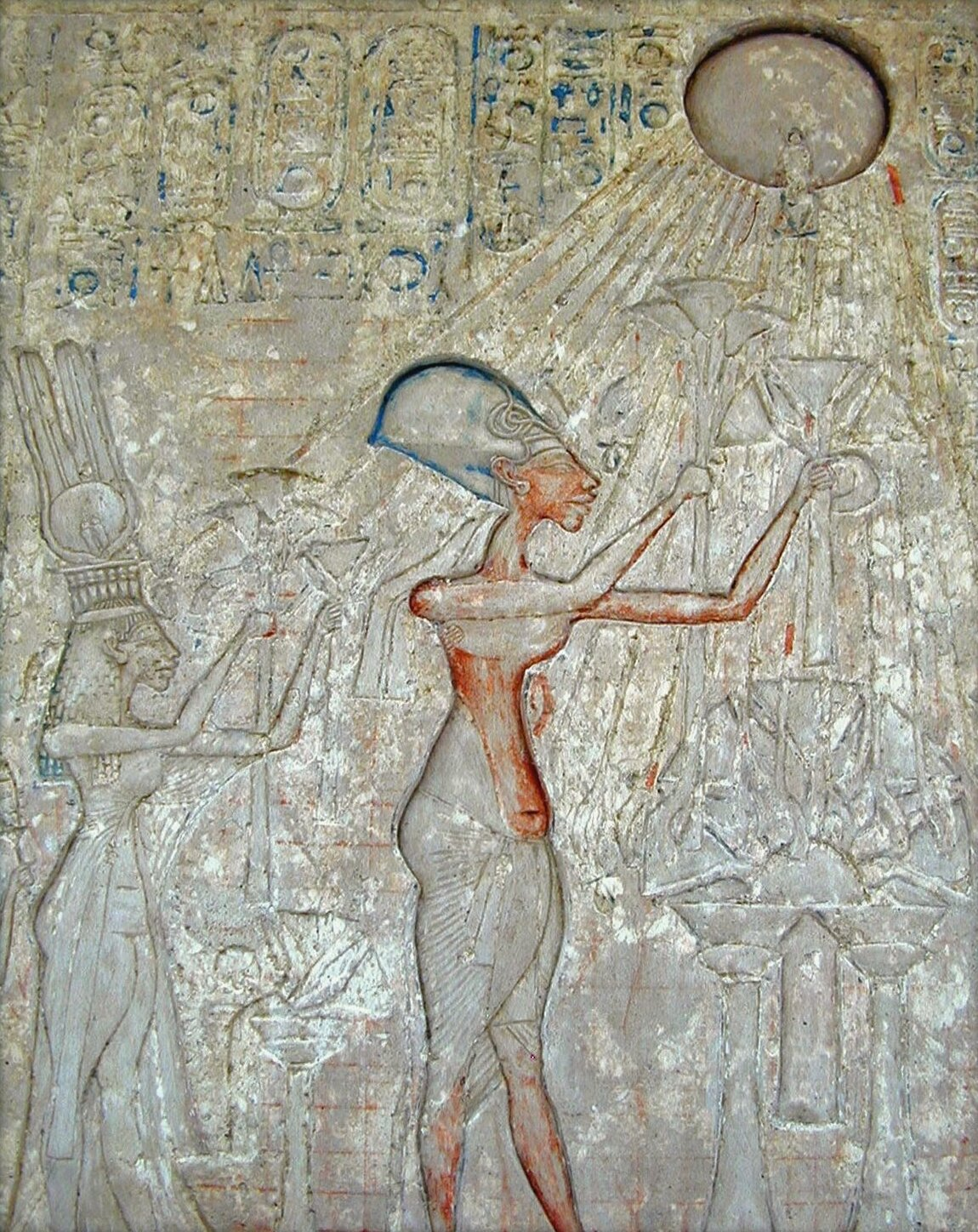
태양 원반으로부터 발광하는 특별한 광선을 비추는 아톤을 숭배하는 모습을 그린 아크나톤과 그의 가족

신왕국의 종교적 전통은 기원전 1350년에 아멘호테프 4세가 파라오가 되면서 깨졌는데, 당시 왕권을 지나치게 간섭하던 테베의 신관들을 견제하고자 그는 아톤이라는 유일신으로 아문의 신적 지위를 교체했고, 자신의 이름도 '아톤의 종'이라는 뜻의 아크나톤으로 개명하였다. 또한, 그는 이집트의 수도를 새로 지은 아마르나로 천도했다. 고고학자들과 미술사학자들은 이 시대를 아마르나 시대라고 부른다. 아크나톤은 전례가 없는, 아톤의 외관으로써 태양 그 자체를 숭배의 유일한 매개자로 섬겨 달라고 요구하였는데, 아톤주의는 발전한 신화관이나 신학 바탕도 없었고 비인격성과 그로 인한 거리감 때문에 이집트인들에게 감흥을 끌지 못했다. 일반 민중 사이에서는 여전히 비밀리에 기존 신앙을 믿었다. 그럼에도 고대 이집트 정부는 이집트 사회의 기반이 되는 다른 신들에 대한 금전적 지원과 투자를 중단했다. 민중의 지지가 없었던 아텐주의 신앙은 결국 아크나톤의 사후, 아크나톤의 후계자인 투탕카멘이 모든 아텐주의 기념물을 파괴하고 전통 신앙을 부활시킴으로써 끝을 맺었다.
아마르나 시대의 결과물들을 후대 파라오들이 제거하기 위해 많은 노력을 기울였는데도, 장기간에 걸쳐 파라오의 종교에 영향을 끼치며 쇠퇴했다. 아톤주의 신앙이 끝난 후 그에 대한 사회적 반동 때문에 대중들은 평상시에도 더 직접적인 방법으로 신들을 믿었고, 그로 인해 파라오의 신성은 줄고 인간성이 더욱 부각되었다. 더군다나 아몬 신앙의 부활로 말미암아 테베 사제들의 권력은 더욱 신장했고, 이는 신왕국을 몰락시키는 결과를 가져왔다.

### 프톨레마이오스 왕조와 로마제국

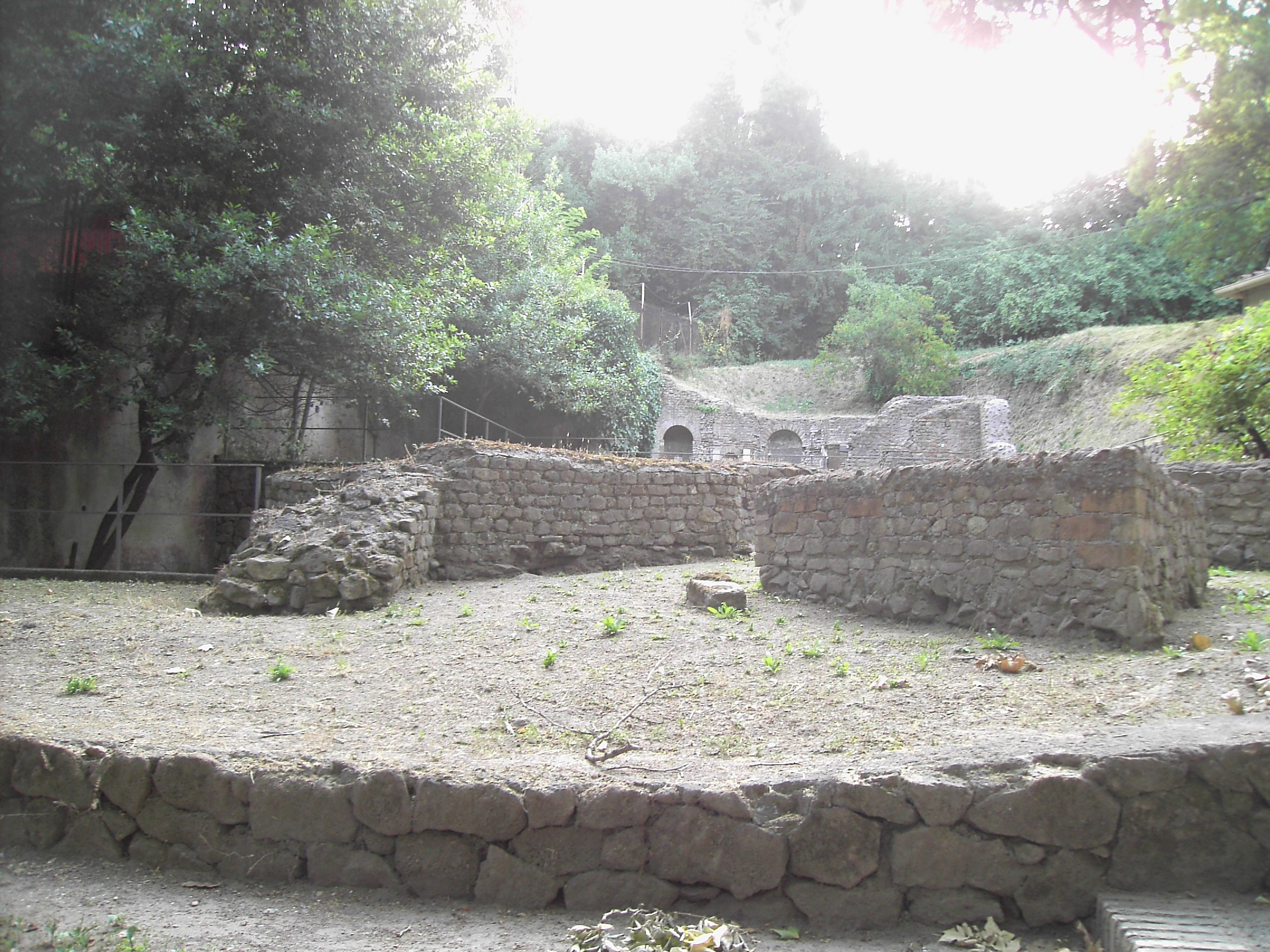
로마의 이시스 신전 터

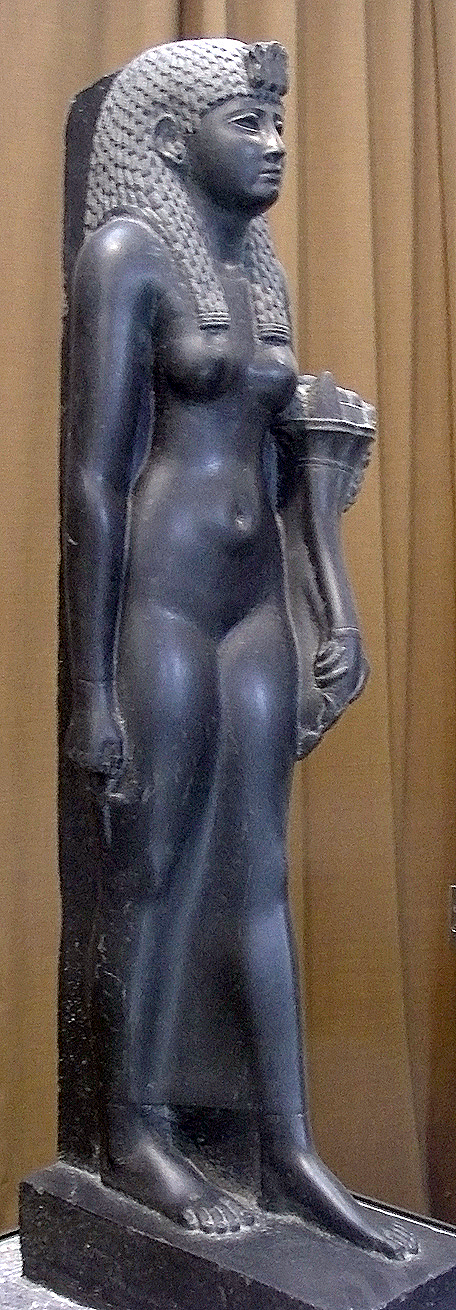
여신의 모습으로 조각된 클레오파트라 7세

기원전 1000년경부터 매우 쇠약해진 이집트는, 외부에서 침입한 리비아인과 누비아 인들과 같은 외국인들에게 점령당하여 혼란스러운 제3중간기를 보냈다. 이 시기에는 정권의 불안정과 외국문화의 영향 등으로, 이집트 숭배 형태의 특징으로서 동물숭배가 대중화되었다. 특히 제3중간기에는 여신 이시스가 더욱 대중화되었고, 이집트에서 가장 중요한 여신으로 숭배받게 되었다.
기원전 4세기에 이집트는 제32왕조라고도 불리는 프톨레마이오스 왕조의 치하에서 주로 전통적인 종교와 건물을 건설하고 많은 신전을 복구하면서 헬레니즘 문명을 꽃피웠다. 그리스에서 유래한 프톨레마이오스 왕조는 기존 이집트 종교와 자신들의 정체성을 동일시하게 되었고, 그리스와 이집트의 문화를 결합시키기 위하여 두 문명의 신들을 세라피스(오시리스와 아피스)와 같이 혼합하였다. 그럼에도 두 종교의 특징 대부분은 각자 분리된 상태로 유지되었다.
클레오파트라 7세가 기원전 30년에 자살한 이후, 로마의 황제가 프톨레마이오스의 왕좌를 대신하여 이집트의 파라오가 되면서 이집트는 로마 제국의 속주가 되었다. 프톨레마이오스 왕조의 종교 제도는 이집트가 사실상 로마 제국의 식민지가 되면서 변하게 되었다. 이시스 숭배의식은 그리스와 로마를 비롯한 해외에서 주목을 받게 되었으며, 헬레니즘 문명화되어 로마 제국 전체에 걸쳐서 퍼져 나갔다. 그러나 정작 이집트에서는 이집트 종교의 신학과 신앙을 비롯한 교세는 신전이 있는 섬과 지역에 한정되는 소규모로 점점 축소되었다.
이집트 종교는 결국 기원후 1세기에 배타주의적 일신교인 기독교가 유입되면서 더욱 쇠퇴하였으며, 서기 383년 황제 테오도시우스 1세가 기독교를 로마 제국의 국교로 삼았고, 이집트를 비롯한 모든 로마 제국의 영토에 있는 이집트 종교 관련 신전은 이교도로 취급되어 강제로 폐쇄되었다. 로마제국이 멸망한 이후에도 이집트 종교를 믿는 사람들이 종종 있었으나 사실상 죽은 종교가 되었다.

### 영향
이집트 종교는 고대 이집트 사회를 가장 잘 보여주는 기념물인 수 많은 신전들과 무덤들을 생산하였으며 수 많은 문화들에 거대한 영향을 남겼다. 파라오 시대의 스핑크스와 태양 원반등을 비롯한 다양한 상징과 기호들은 지중해와 근동을 넘어 광범위하게 퍼져나갔다. 그리스인들의 엘리시온의 발상은 이집트의 사후 세계에서 비롯된 것으로 추정되고 있으며 지그문트 프로이트를 시작으로 많은 학자들은 유대교 또한 이집트의 아텐주의에서 시작되었을 것이라고 생각한다. 고대 후기에 시작된 기독교의 지옥에 대한 개념 역시 이집트 신화에 등장하는 두아트와 닮은 점이 많으며 성모마리아 또한 이시스와 호루스 신화에서 비롯되었다는 일부 인물들의 음모론 제기도 있다. 이집트 종교는 영지주의의 탄생과 개념화에 영향을 끼쳤다. 예를 들어 신비주의는 이집트인들이 믿었던 비밀스러운 마법 지식과 혼합된 토트 신앙의 전통에서 비롯되었다.
고대 신앙의 자취는 현대의 이집트 민족 문화속에서도 남아있다. 특히 1798년 프랑스가 이집트와 시리아에서 군사 활동을 벌이면서 이집트에 대한 관심이 더욱 커졌다. 서구 문명은 처음으로 고대 이집트 종교를 연구하기 시작하였고 이집트 종교의 다양한 내용을 서양 예술의 주제로 받아들였다. 이집트 종교는 대중 문화에도 중요한 영향을 끼쳤는데, 20세기 후반에 시작된 신이교주의 운동과 함께 '케메티즘'이라는 이름으로 재발생하였다.

## 같이 보기
- 이집트 신의 목록
- 이집트 창조 신화
- 신화
- 그리스 신화
- 고대 이집트
- 다신교

## 참고 자료

### 한국어 자료
- 멜리사 리틀필드 애플게이트 저, 최용훈 역, 《벽화로 보는 이집트 신화》, 해바라기 (2001.)
- 베로니카 이온스, 심재훈 역, 《이집트 신화》, 범우사 (2003.)
- 조지 하트, 이응균 역, 《이집트 신화》, 범우사 (1999.)
- 케네스 C. 데이비스, 이충호 역, 《세계의 모든 신화》, 푸른숲 (2008.)
- 클로드 엘프트, 고승희 역, 《이집트 신화》, 도서출판 청솔 (2003.)
- 퍼거스 플레밍, 김석희 역, 《영생에의 길: 이집트 신화》, 이레 (2009.)
- 헨리 보렌, 이석우 역, 《서양고대사》 탐구당, (1984.)

### 기타 언어 자료
- Allen, James P. (2000). Middle Egyptian: An Introduction to the Language and Culture of Hieroglyphs. Cambridge University Press. ISBN 0-521-77483-7.
- Assmann, Jan (2005). Death and Salvation in Ancient Egypt. Cornell University Press. ISBN 0-8014-4241-9.
- Assmann, Jan (2001). The Search for God in Ancient Egypt. Cornell University Press. ISBN 0-8014-8729-3.
- Mubabinge Bilolo|Bilolo, Mubabinge, Les cosmo-théologies philosophiques d'Héliopolis et d'Hermopolis. Essai de thématisation et de systématisation, (Academy of African Thought, Sect. I, vol. 2),  Kinshasa-Munich 1987;  new ed., Munich-Paris, 2004.
- Bilolo, Mubabinge, "Les cosmo-théologies philosophiques de l’Égypte Antique. Problématique, prémisses herméneutiques et problèmes majeurs, (Academy of African Thought, Sect. I, vol. 1)", Kinshasa-Munich 1986;  new ed., Munich-Paris, 2003.
- Bilolo, Mubabinge, "Métaphysique Pharaonique IIIème millénaire av. J.-C. (Academy of African Thought & C.A. Diop-Center for Egyptological Studies-INADEP, Sect. I, vol. 4)",  Kinshasa-Munich 1995 ;  new ed., Munich-Paris, 2003.
- Bilolo, Mubabinge, "Le Créateur et la Création dans la pensée memphite et amarnienne. Approche synoptique du Document Philosophique de Memphis et du Grand Hymne Théologique d'Echnaton, (Academy of African Thought, Sect. I, vol. 2)", Kinshasa-Munich 1988;  new ed., Munich-Paris, 2004.
- Budge, E. A. Wallis, "Egyptian Religion: Egyptian Ideas of the Future Life (Library of the Mystic Arts)". Citadel Press. August 1, 1991. ISBN 0-8065-1229-6
- Clarysse, Willy; Schoors, Antoon; Willems, Harco; Quaegebeur, Jan, "Egyptian Religion: The Last Thousand Years : Studies Dedicated to the Memory of Jan Quaegebeur", Peeters Publishers, 1998. ISBN 90-429-0669-3
- David, Rosalie (2002). Religion and Magic in Ancient Egypt. Penguin. ISBN 0-14-026252-0.
- Draper, Robert (February 2008), "Black Pharaohs", National Geographic 213 (2)
- Fleming, Fergus; Alan Lothian (1997). The Way to Eternity: Egyptian Myth. Amsterdam: Duncan Baird Publishers. ISBN 0-7054-3503-2.
- Geraldine Harris|Harris, Geraldine, John Sibbick, and David O'Connor, "Gods and Pharaohs from Egyptian Mythology". Bedrick, 1992. ISBN 0-87226-907-8
- Hart, George, "Egyptian Myths (Legendary Past Series)". University of Texas Press (1st edition), 1997. ISBN 0-292-72076-9
- Hornung, Erik (1999). The Ancient Egyptian Books of the Afterlife. Cornell University Press. ISBN 0-8014-8515-0.
- Osman, Ahmed, Moses and Akhenaten. The Secret History of Egypt at the Time of the Exodus,  (December 2002, Inner Traditions International, Limited) ISBN 1-59143-004-6
- Pinch, Geraldine (1995). Magic in Ancient Egypt. University of Texas Press. ISBN 0-292-76559-2.
- Pinch, Geraldine, "Egyptian Mythology: A Guide to the Gods, Goddesses, and Traditions of ancient Egypt". Oxford University Press, 2004. ISBN 0-19-517024-5
- Quirke, Stephen; Jeffrey Spencer (1992). The British Museum Book of Ancient Egypt. Thames and Hudson. ISBN 0-500-27902-0.
- Redford, Donald B., ed (2002). The Oxford Essential Guide to Egyptian Mythology. Berkley Publication Group. ISBN 0-425-19096-X.
- Schulz, R. and M. Seidel, "Egypt: The World of the Pharaohs". Könemann, Cologne 1998. ISBN 3-89508-913-3
- Shafer, Byron E., ed (1991). Religion in Ancient Egypt: Gods, Myths, and Personal Practice. Cornell University Press. ISBN 0-8014-9786-8.
- Shafer, Byron E., ed (1997). Temples of Ancient Egypt. I. B. Tauris. ISBN 1-85043-945-1.
- Shaw, Ian, ed (2000). The Oxford History of Ancient Egypt. Oxford, England: Oxford University Press. ISBN 0-19-815034-2.
- Taylor, John (2001). Death and the Afterlife in Ancient Egypt. University of Chicago Press. p. 25. ISBN 0-226-79164-5.
- Wilkinson, Richard H. (2003). The Complete Gods and Goddesses of Ancient Egypt. Thames & Hudson. ISBN 0-500-05120-8.
- Wilkinson, Richard H. (2000). The Complete Temples of Ancient Egypt. Thames & Hudson. ISBN 0-500-05100-3.